# Tosa (provincie)

Mapa japonských provincií se zvýrazněnou provincií Tosa

Provincie Tosa (japonsky: 土佐国; Tosa no kuni) byla stará japonská provincie rozkládající se na místě dnešní prefektury Kóči na ostrově Šikoku. Tosa sousedila s provinciemi Awa a Ijo.
Hlavní město provincie se nacházelo poblíž dnešního města Nankoku. Provincii Tosa vládl během období Sengoku klan Čósokabe. Motočika Čósokabe sjednotil Šikoku pod svojí nadvládou. Ale Hidejoši Tojotomi znovu zredukoval jeho území pouze na provincii Tosa a po bitvě u Sekigahary byl klan vyvlastněn úplně. Provincie byla přidělena Kazutojovi Jamaučimu. Tosa byla relativně chudá provincie a dokonce i pod vládou klanu Čósokabe postrádala silné hradní město. Po Sekigahaře bylo založeno hradní město Kóči, které zůstalo hlavním městem až do současnosti. Během období Edo byla provincie řízena z léna Tosa.
Důležitá postava období Bakumacu, Rjóma Sakamoto, pocházel z provincie Tosa.